# 斯圖夫欽齊
49°28′54″N 27°5′37″E / 49.48167°N 27.09361°E
斯圖夫欽齊（烏克蘭語：Стуфчинці）是位於烏克蘭西部的村莊，由赫梅利尼茨基州裡赫梅利尼茨基區的利索維-赫里尼夫齊市鎮負責管轄。該村面積2.84平方公里，海拔高度352米，2024年人口1,043，人口密度每平方公里367.1人。